# 全日本横笛コンクール
全日本横笛コンクール（ぜんにっぽんよこぶえコンクール）は、青森県弘前市の弘前市民文化交流館ホールを会場として年1度開催される横笛に特化したコンクール。全日本横笛コンクール実行委員会が主催し、弘前市の市民参加型まちづくり1％システム（公募型の補助金制度）を利用して開催されている。

## 概要
日本古来の芸能文化を形作るツールの一つである横笛の全国コンクールを開催する事で、全国にある地元の芸能文化へ多くの方が興味を見出し、横笛の普及と発展を目的としている。
参加資格は『日本の横笛』を吹く奏者（外国の横笛は不可）
課題曲である『弘前ねぷた囃子』と自由曲により審査が行われる。
エントリークラスと一般クラスの区分けがあり、２日間で開催される。１日目はエントリークラスの審査と一般クラスの予選が行われ、２日目は一般クラスの決勝が行われる。
エントリークラス
キャリア満６年未満又は中学生以下
一般クラス
オープン参加（エントリークラスに該当する場合でも参加可能）

## 沿革
- 2016年（平成28年） - 第1回大会・会場は弘前市民文化交流館ホール。以降会場は同ホールで開催。
- 2017年（平成29年） - 第2回大会
- 2018年（平成30年） - 第3回大会
- 2019年（平成31年/令和元年） - 第4回大会（青森県予選開催）
- 2020年（令和2年） - 新型コロナウイルスの流行により中止、代替イベントとして『オンライン全日本横笛コンクール 2020』を開催・エントリークラスを創設
- 2021年（令和3年） - 新型コロナウイルスの流行により中止、代替イベントとして『オンライン全日本横笛コンクール 2021』を開催
- 2022年（令和4年） - 第7回大会
- 2023年（令和5年） - 第8回大会
- 2024年（令和6年） - 第9回大会[1][2]